# Complesso di Cenerentola

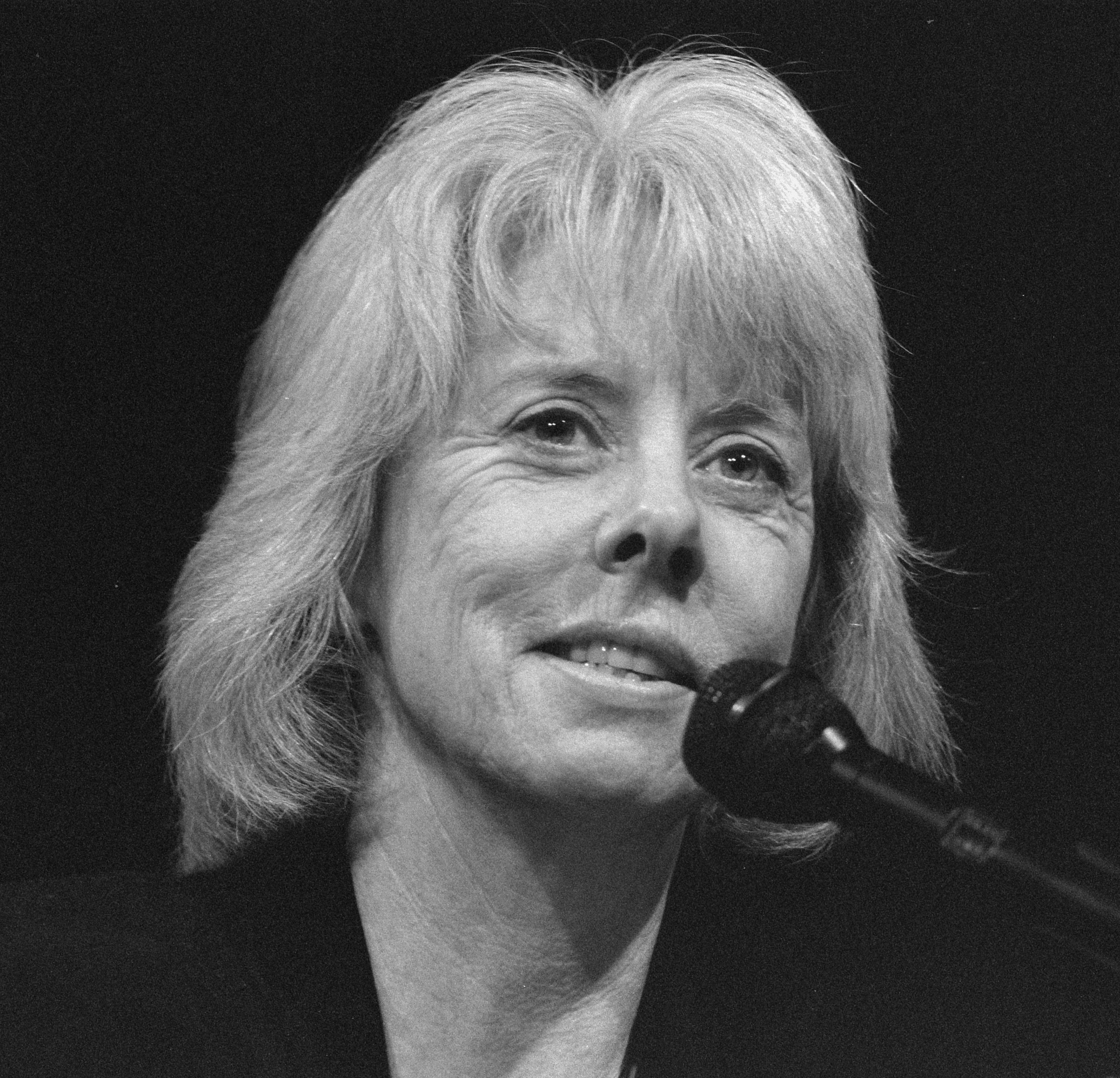
Colette Dowling nel 1989

Il complesso di Cenerentola è stato descritto per la prima volta da Colette Dowling, che ha scritto un libro sulla paura delle donne di essere indipendenti - un desiderio inconscio di essere accudite da qualcun altro. Si dice che il complesso diventi più evidente con l'avanzare dell'età.
Il complesso prende il nome dal personaggio della fiaba di Cenerentola. Il titolo fa riferimento all'ideale di femminilità rappresentato in quella storia, in cui ci si aspetta che una donna sia bella, educata, solidale con gli altri, ma fondamentalmente incapace di prendersi cura di se stessa o di cambiare la propria situazione con i propri sforzi. Le viene invece insegnato che deve essere protetta e accudita da un altro, di solito un uomo. (cioè il Principe). Dowling esamina gli effetti deleteri di questa socializzazione sulla psicologia delle ragazze e delle donne.

## La sindrome di Cenerentola
Nel 1981, Colette Dowling pubblicò sul New York Times un articolo intitolato "The Cinderella Syndrome" (La sindrome di Cenerentola), tratto dal suo libro "The Cinderella Complex: Women's Hidden Fear of Independence" (Il complesso di Cenerentola: la paura nascosta delle donne di essere indipendenti), che sarebbe stato pubblicato nello stesso anno.

## Critiche
Altri autori si rifanno al contatto di dipendenza matura, coniato da Ronald Fairbairn per contestare la denigrazione culturale della dipendenza a favore di un ideale di indipendenza individualista. La rivendicazione di Carol Gilligan di una rete di connessioni come obiettivo femminista, piuttosto che dell'eroe maschile solitario, è anche invocata per difendere la tendenza del complesso di Cenerentola a definire il sé nei termini di una relazione tra compagno e compagno.

## Cultura popolare
Nel 1955, il termine Complesso di Cenerentola era stato precedentemente utilizzato dalla scrittrice britannica Agatha Christie nel suo giallo Hickory Dickory Dock. Lo studente di psicologia Colin McNabb diagnostica un complesso di Cenerentola a Celia Austin. Nel 1960 Osbert Sitwell pubblica la commedia Il complesso di Cenerentola.
Nel film Tootsie, Teri Garr dice a Dustin Hoffman durante la loro rottura alla fine del film: "Ho letto Il secondo sesso, ho letto Il complesso di Cenerentola, sono responsabile dei miei orgasmi, non mi frega! Solo voglio che non mi si menta!".
Nella serie TV Police Squad! episodio 4 "Vendetta e rimorso", Joyce Brothers riceve un consiglio dal lustrascarpe Johnny su come trattare il Complesso di Cenerentola: "Digli di entrare in contatto con i loro sentimenti inconsci e di condividere il processo di crescita con il loro partner".
Il complesso è menzionato anche nell'episodio 7 della stagione 1 di "Sex Education" di Netflix.